# Penisola italiana
La penisola italiana, talvolta anche penisola italica o, più raramente, penisola appenninica, è una penisola del continente europeo che si protende nel mar Mediterraneo da nord-ovest a sud-est. Nella suddivisione in tre parti della Regione italiana, in base a criteri di geografia fisica, è detta Italia peninsulare e si affianca all'Italia continentale e all'Italia insulare.
Dal punto di vista politico, essa è quasi totalmente compresa nella Repubblica Italiana, e include gli interi territori dei microstati di San Marino e della Città del Vaticano. Il territorio della Repubblica Italiana compreso nell'Italia peninsulare è suddiviso in dieci regioni, che da nord a sud e da ovest a est sono: Toscana (eccetto le estreme propaggini settentrionali), Marche, Umbria, Lazio, Abruzzo, Molise, Puglia, Campania, Basilicata, Calabria. Sono inoltre incluse alcune frange meridionali della Liguria e dell'Emilia-Romagna.

## Geografia fisica

### Definizione
In senso proprio, l'espressione "penisola italiana" si riferisce all'area della regione italiana che effettivamente è una penisola e dunque a tutto il territorio che si trova a sud dell'istmo che segue la linea immaginaria che va dalla foce del fiume Magra a quella del fiume Marecchia, detta "linea La Spezia-Rimini", che corre nei pressi del 44° parallelo. È in gran parte attraversata dalla catena degli Appennini ed è delimitata da tre mari: Tirreno, Ionio e Adriatico. La parte d'Italia che si estende lungo la Penisola italiana è detta "Italia peninsulare", espressione che si affianca ad "Italia continentale" e ad "Italia insulare".
La penisola italiana viene definita "lo Stivale" per via della sua forma simile a quella dell'omonima calzatura, con il Salento come tacco, il Gargano come sperone e la Calabria come punta. Nella penisola italiana si trova l'unico vulcano attivo dell'Europa continentale: il Vesuvio.
In senso improprio, l'espressione "penisola italiana" è a volte intesa come l'insieme di Italia continentale ed Italia peninsulare, quindi con estensione dalle Alpi (e precisamente dal versante meridionale dello spartiacque alpino) fino alle estreme propaggini della Calabria: Punta Melito a sud e Capo Spartivento a sud-ovest.

### Dimensioni
La penisola si estende per circa 1000 km da nord-ovest a sud-est, e nel tratto meridionale si suddivide in due penisole minori: la Penisola Salentina a sud-est e la Penisola Calabrese a sud-ovest.
La massima larghezza è di 254 km, in corrispondenza della linea che congiunge il promontorio di Ancona e quello di Piombino; tra Monte Argentario e Monte Conero la larghezza è comunque notevole: 240 km. La larghezza è minima in corrispondenza dell'istmo di Catanzaro, in Calabria: appena 35 km. Tale istmo si trova tra il golfo di Sant'Eufemia, sul Tirreno, e il golfo di Squillace, sullo Ionio.

### Orografia

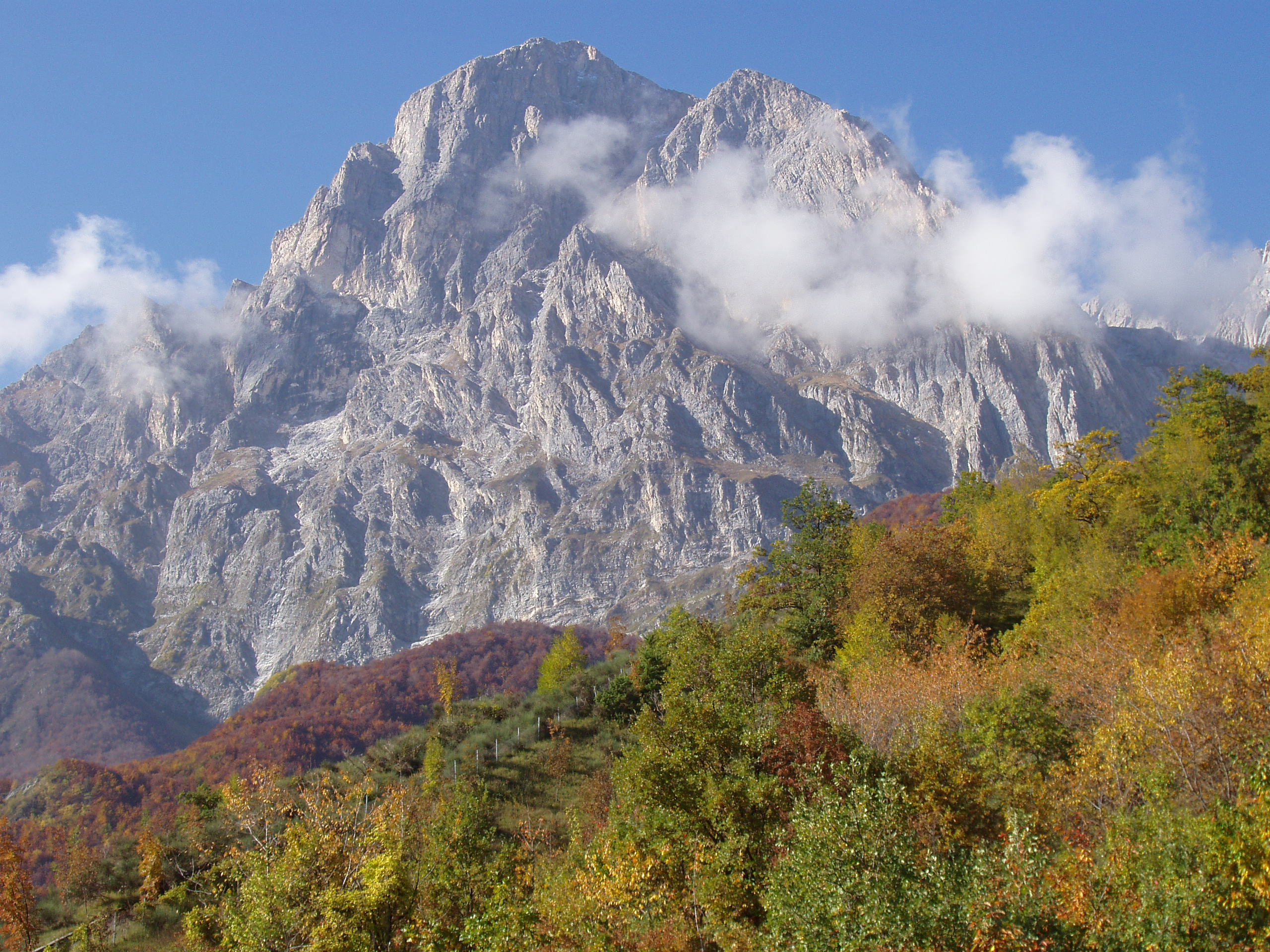
Il Gran Sasso d'Italia, il monte più alto dell'Italia peninsulare e degli Appennini

Tutta l'Italia peninsulare è percorsa dalla catena degli Appennini, che spesso vengono descritti come la "spina dorsale" della penisola. Gli unici due tratti appenninici che non interessano la penisola italiana sono il più settentrionale, ossia l'Appennino Ligure e quello più meridionale, ossia l'Appennino Siculo. Procedendo a nord a sud si trova anzitutto l'Appennino Tosco-Emiliano, che separa l'Italia continentale da quella peninsulare, che si estende a sud del suo spartiacque. Si trovano poi l'Appennino Umbro-Marchigiano e l'Appennino Abruzzese, sezioni dell'Appennino Centrale, la parte più elevata dell'intera catena. A seguire si incontra l'Appennino Meridionale, che comprende quattro sezioni: l'Appennino Sannita, l'Appennino Campano, l'Appennino Lucano e l'Appennino Calabro, che termina sulle rive dello Stretto di Messina. Il monte più alto è il Gran Sasso d'Italia, in Abruzzo.
Il versante occidentale degli Appennini è affiancato dall'Antiappennino toscano, dall'Antiappennino laziale e dall'Antiappennino campano; in quest'ultimo tratto di trova il Vesuvio, unico vulcano attivo peninsulare, che domina il paesaggio del Golfo di Napoli. Il versante orientale degli Appennini è bordato dall'Antiappennino solo in Puglia, dove prende il nome di Antiappennino apulo-garganico.
Il territorio toscano, quello umbro e quello marchigiano sono quelli più ricchi di colline, che occupano circa il 70% della superficie di queste regioni. La Puglia è invece la regione più pianeggiante d'Italia circa il 50% del suo territorio è costituito da pianure; in questa regione si trova anche la pianura più estesa della penisola: il Tavoliere delle Puglie. Nel Lazio meridionale si trova la Pianura pontina, un tempo paludosa e poi bonificata.
Fenomeni carsici sono comuni nell'Appennino Umbro-Marchigiano, dove si trovano le Grotte di Frasassi, e nelle Murge, nel cui sottosuolo si estendono le Grotte di Castellana.

### Idrografia

#### Fiumi

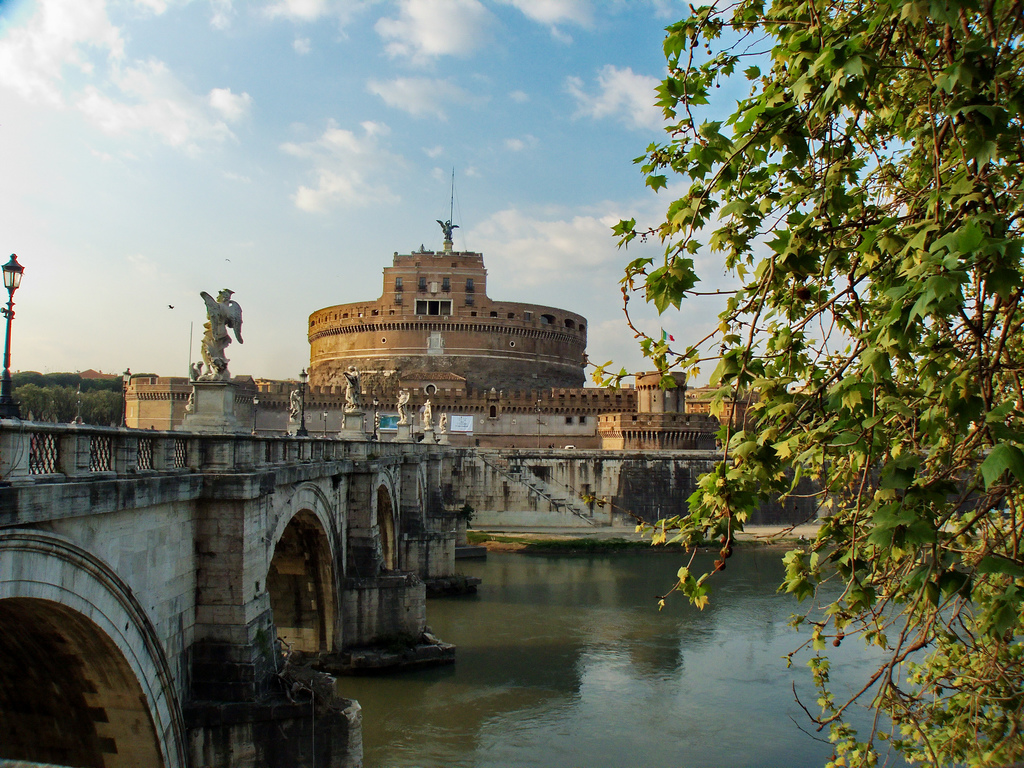
Il Tevere a Roma, nei pressi di Ponte Sant'Angelo

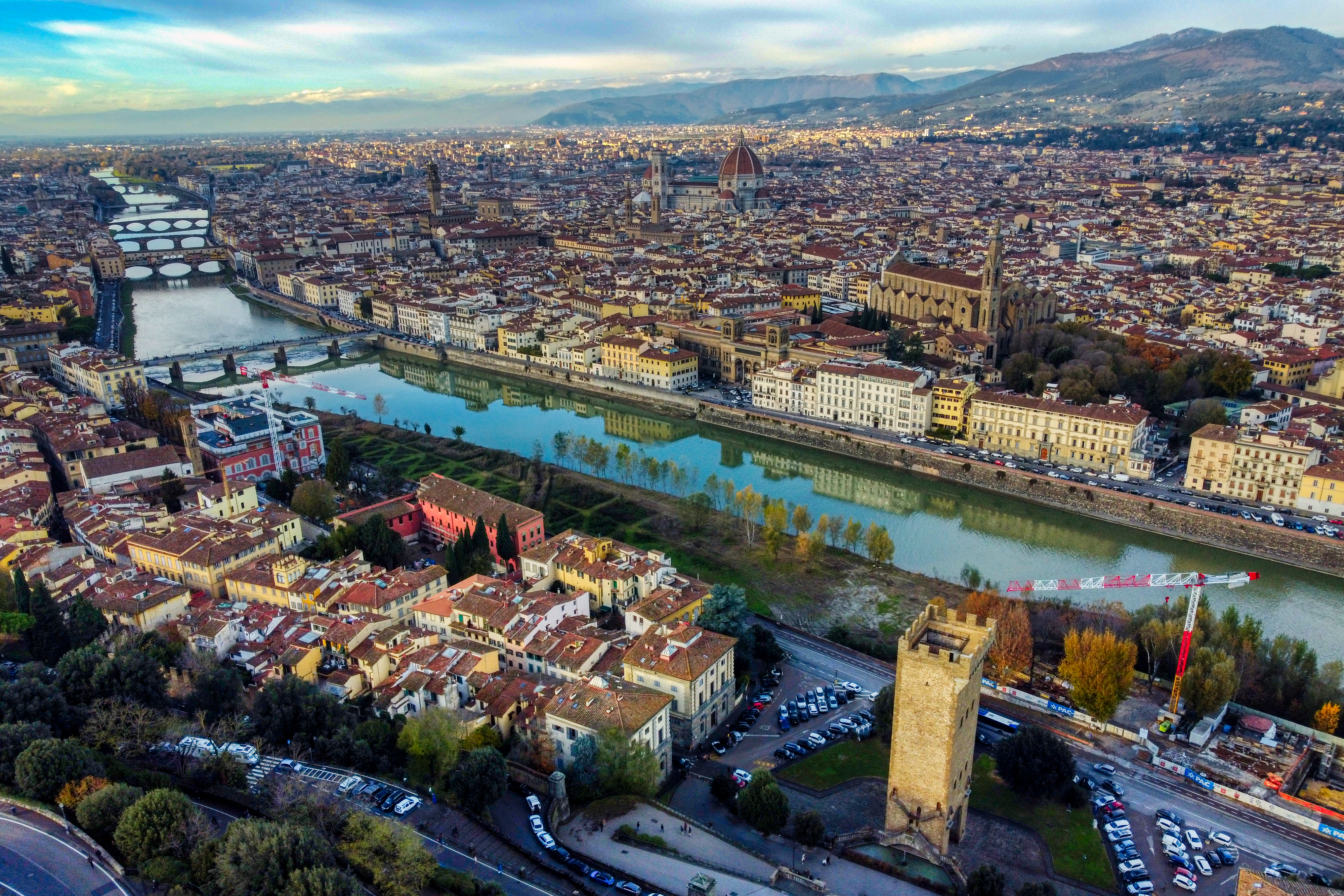
L'Arno a Firenze

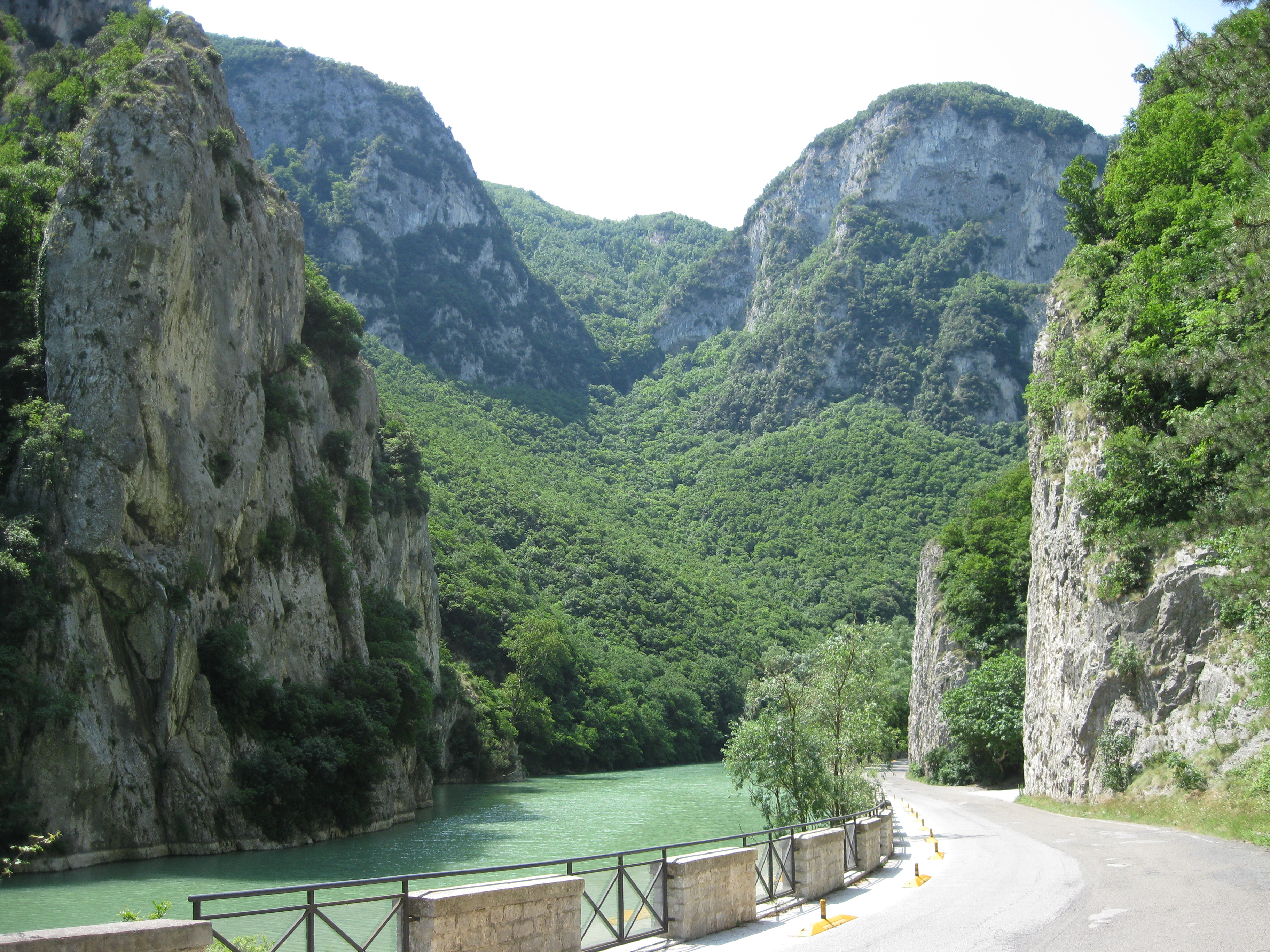
La Gola del Furlo, nelle Marche

I due versanti principali della Penisola italiana, quello tirrenico e quello adriatico, presentano caratteristiche idrografiche assai diverse tra loro. Infatti, lo spartiacque appenninico si trova spostato verso il Mare Adriatico e da ciò ne consegue che i fiumi di questo versante hanno un percorso più breve per arrivare alle loro foci, mentre il contrario avviene nel versante tirrenico.
I più lunghi fiumi della Penisola italiana, con bacino idrico più vasto e con affluenti più lunghi sfociano dunque tutti nel Tirreno. Tra essi primeggia il Tevere, che è il terzo fiume italiano per lunghezza, con i suoi 405 km. Il Tevere è terzo in Italia anche per portata media mensile d'acqua: 324 m³/s; per questo parametro è però al secondo posto se si esclude il Ticino, in quanto quest'ultimo non è un fiume indipendente, ma un affluente del Po. Il Tevere è inoltre secondo solo al Po per ampiezza del bacino idrografico: 17375 km². Esso nasce in Emilia-Romagna, che abbandona dopo pochi chilometri, per attraversare poi tre regioni: la Toscana, l'Umbria e il Lazio, bagnando anche i sobborghi di Perugia e la Capitale. La Nera, che sfocia nel Tevere, è l'affluente più lungo della penisola, e l'unico che supera i 100 km. L'Arno, di 241 km, è per lunghezza il secondo della penisola e l'ottavo in Italia, ma il quarto escludendo i fiumi tributari di altri; scorre esclusivamente in Toscana, bagnando Firenze. Il terzo fiume peninsulare per lunghezza è il Volturno, che con i suoi 175 km è al dodicesimo posto in Italia; scorre in Molise e in Campania. Superano i 100 km di lunghezza anche il Liri-Garigliano, il cui corso interessa Abruzzo, Lazio e Campania, e l'Ombrone, fiume interamente toscano.
Nel versante adriatico i fiumi maggiori di 100 km di lunghezza sono cinque: l'Aterno-Pescara, abruzzese, che con i suoi 152 km è il maggiore, l'Ofanto, che attraversa Campania, Basilicata e Puglia, il Sangro, anch'esso abruzzese, il Metauro, marchigiano e infine il Tronto, con sorgenti laziali e corso marchigiano. Nelle Marche, in cui tutti i fiumi hanno corsi quasi paralleli tra loro, caratteristico è il fenomeno delle aspre gole fluviali, che i fiumi attraversano prima di giungere alla fascia collinare e al mare; ciò dipende dalla localizzazione delle sorgenti nella catena appenninica principale e dalla presenza tra essa e la costa della catena orientale, che i fiumi devono attraversare per giungere al mare. Anche in Abruzzo e in Molise i fiumi hanno corsi quasi paralleli tra loro, con l'eccezione dell'Aterno-Pescara, che ha un percorso ad angolo retto. Particolare è anche la situazione della Puglia, i cui fiumi sono poveri d'acqua e presenti solo nel settore settentrionale della regione; nel rimanente territorio la mancanza di montagne e la natura carsica del terreno non consentono il formarsi di fiumi. Per assicurare il necessario approvvigionamento d'acqua agli abitanti della regione si è costruito nel il più grande acquedotto d'Europa: l'Acquedotto pugliese, con reti idriche per ventimila chilometri e al servizio di oltre 4 milioni di cittadini.
Anche nel versante ionico, i corsi dei fiumi hanno un andamento quasi parallelo tra loro. Quelli con una lunghezza maggiore di 100 km sono tre e si trovano tutti in Basilicata: il Basento, che con i suoi 149 km è il più lungo, l'Agri e il Bradano.

#### Laghi

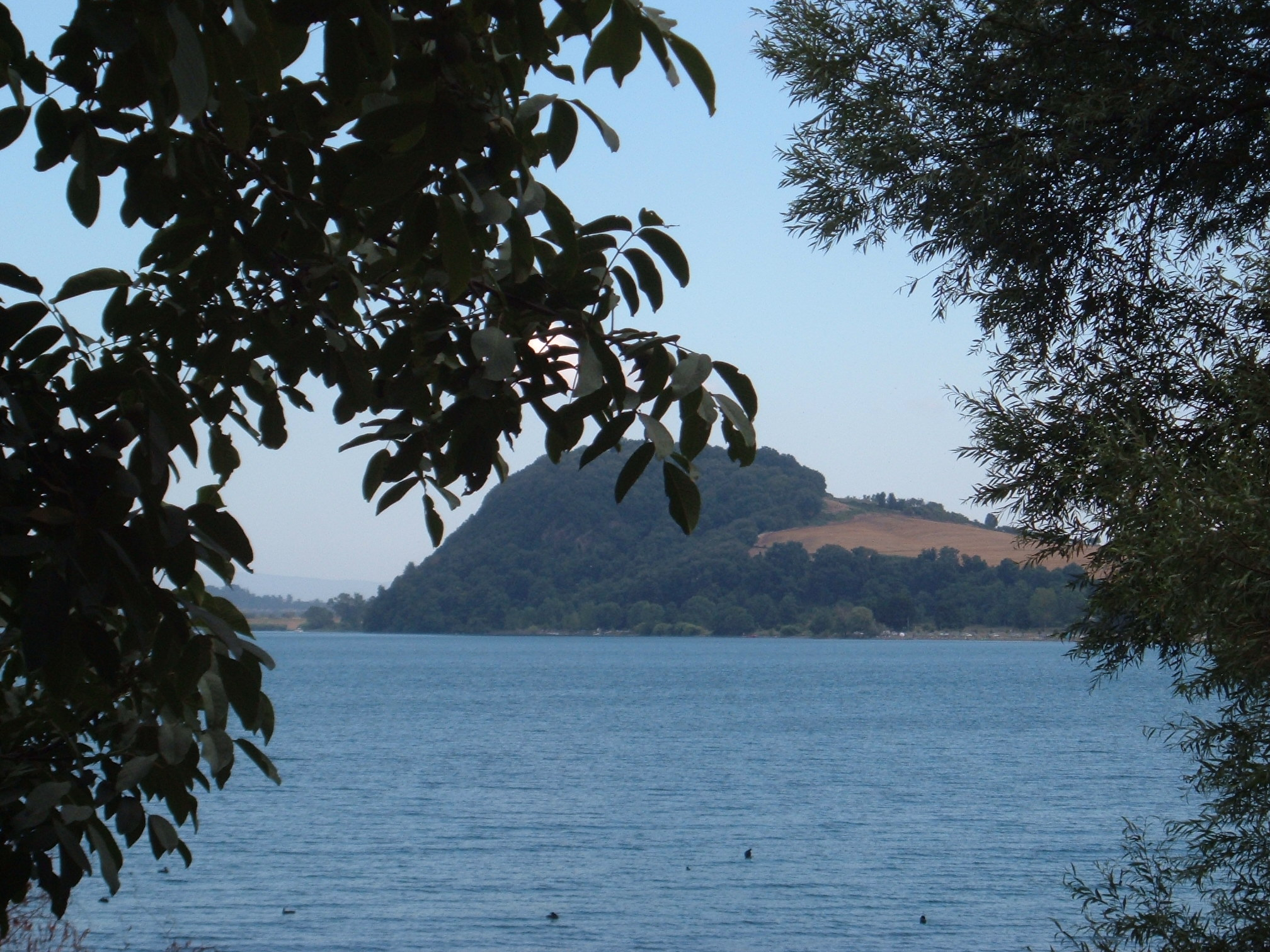
Il promontorio di Bisenzio, sul Lago di Bolsena

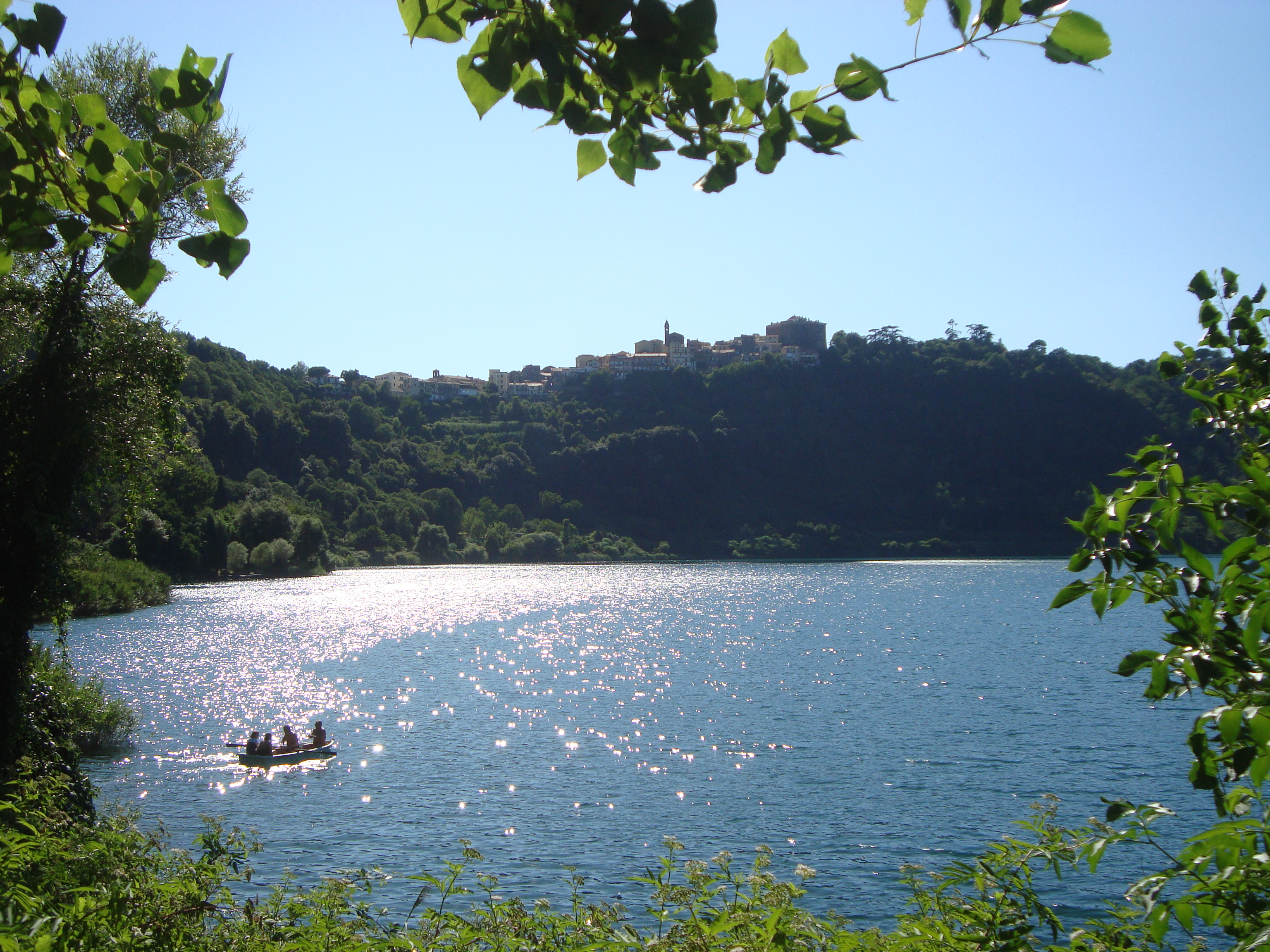
Il Lago di Nemi, in una foto che mostra la sua origine vulcanica

La maggior parte dei più estesi laghi della Penisola italiana si trovano nel versante tirrenico.
Il lago più vasto si trova in Umbria: è il Trasimeno, di 128 km², il quarto per estensione in Italia. È l'unico tra i maggiori laghi penisulari a non avere origine vulcanica, ma tettonica e alluvionale; anzi è il più grande lago italiano con questa origine. È un lago di tipo laminare, per la sua scarsa profondità: la media è di 4,3 m e la massima non supera i 6 m. Il territorio circostante è collinare ed è disposto a formare un anfiteatro naturale affacciato sullo specchio d'acqua.
Nel Lazio si trova l'unico altro lago peninsulare con una superficie maggiore di 100 km²: è il Lago di Bolsena (114,5 km²), che con il Lago di Bracciano (57,5 km²), quello di Vico (12,1 km²) e quello di Albano (6 km²) formano il quartetto dei maggiori laghi di origine vulcanica, in cui quindi gli antichi crateri sono stati occupati dalle acque. Da ciò deriva la loro caratteristica peculiare: quella di trovarsi in cima ad un'ampia collina, originata da un vulcano spento. Il Lago di Bolsena è il quinto in Italia per superficie, mentre quello di Bracciano è l'ottavo.
Nel versante ionico non esistono laghi naturali di superficie maggiore di 3 km².
Nel versante Adriatico i laghi di estensione superiore ai 50 km² sono solo due: il Lago di Varano (60,5 km²) e il Lago di Lesina (51,4 km²), situati a poca distanza l'uno dall'altro a nord del promontorio del Gargano. Sono laghi costieri originatisi grazie all'azione del mare, che ha accumulato alla loro imboccatura sedimenti che, con il passare dei secoli, hanno formato un cordone litoraneo che ha finito per separarli dal mare. La loro acqua è salmastra, coerentemente con la loro origine. Il Lago di Varano è il settimo in Italia per superficie, mentre il Lago di Lesina è il nono.

Il Lago Trasimeno

### Coste

Il promontorio dell'Argentario

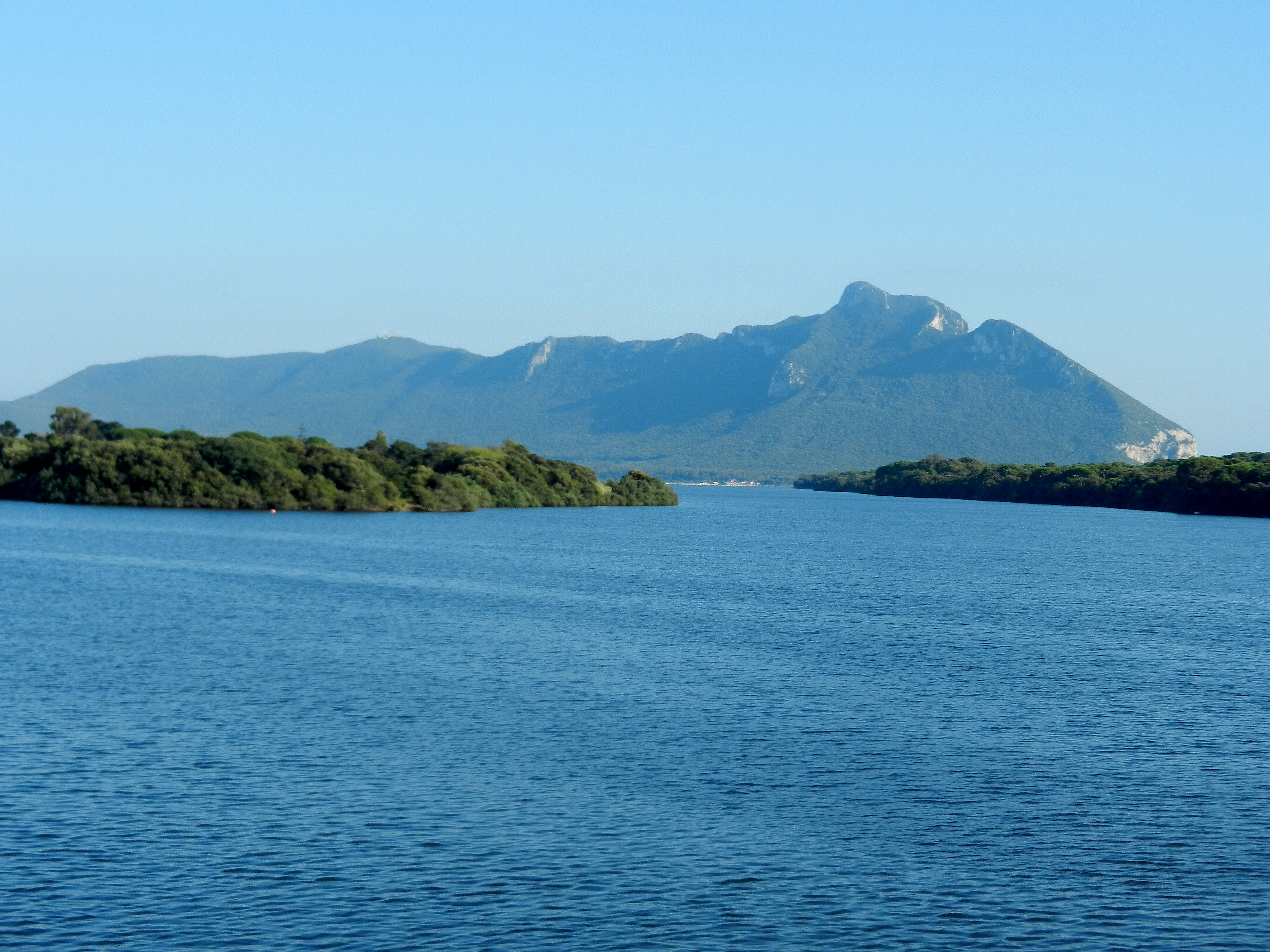
Il Monte Circeo visto dal Lago di Paola

La Penisola Italiana è bagnata a ovest dal Mar Tirreno, a sud dal Mar Ionio e a est dal Mare Adriatico.

#### Coste tirreniche
Le coste tirreniche sono le più articolate in promontori, golfi, penisole e isole. Procedendo da nord verso sud, troviamo in Toscana dapprima il tratto di costa bassa e rettilinea della Versilia, poi il Promontorio di Piombino, il Golfo di Follonica e il Promontorio dell'Argentario, collegato al resto della costa dal Tombolo della Giannella e dal Tombolo della Feniglia, che chiudono la Laguna di Orbetello. Al largo delle coste toscane, si trova l'Arcipelago Toscano, con la più grande tra le isole minori della regione geografica italiana, dopo Malta: l'Isola d'Elba,
Nel Lazio si trova dapprima un lungo tratto di costa bassa con quattro ampie falcature, poi il Promontorio del Circeo, il Golfo di Terracina, il Promontorio di Gaeta e l'omonimo golfo. A sud di questo golfo si trovano le Isole Ponziane.
In Campania si apre il Golfo di Napoli, compreso tra Capo Miseno e la Penisola Sorrentina, caratterizzata da una pittoresca costa alta e rocciosa; a sud di questa penisola si trova il Golfo di Salerno e procedendo ancora verso sud si allunga un altro tratto di costa alta e rocciosa, in corrispondenza del Cilento. Il Golfo di Napoli è separato dal mare aperto dalle isole dell'Arcipelago Campano.
Oltre la costa dei Cilento, la cposta alta prosegue nel breve tratto tirrenico della Basilicata e nella Calabria tirrenica sino al Golfo di Sant'Eufemia. Segue un altro breve tratto di costa alta, sino al Golfo di Gioia Tauro, oltre il quale si apre lo Stretto di Messina, che mette in comunicazione il Tirreno con lo Ionio.

#### Coste ioniche

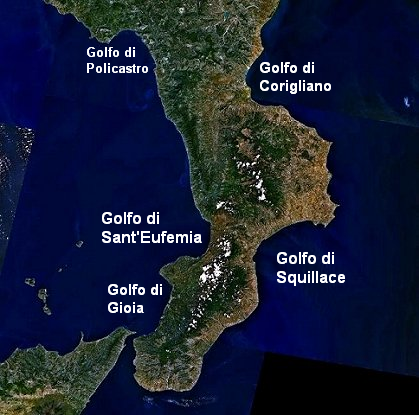
I golfi della Calabria

Nel mar Ionio, subito dopo lo Stretto di Messina, si estendono le coste ioniche calabresi e si incontra il promontorio dell'Aspromonte, che forma Punta Melito, il punto più meridionale della Penisola italiana, e Capo Spartivento. Segue un tratto di costa alta, sino al Golfo di Squillace, dopo il quale si estende ancora costa alta, sino al Golfo di Corigliano e al vasto Golfo di Taranto, il più esteso d'Italia. All'interno di questo golfo, nei pressi della città da cui prende il nome, si trova il piccolo arcipelago delle Isole Cheradi.
La costa ionica lucana è bassa e sabbiosa. Passando in Puglia, si incontra la Penisola salentina; nella sua costa ionica si alternano tratti di costa bassa e di costa alta, sino al Capo Santa Maria di Leuca, estremità sud-orientale della Penisola italiana e punto oltre il quale si estende il Mare Adriatico.

#### Coste adriatiche

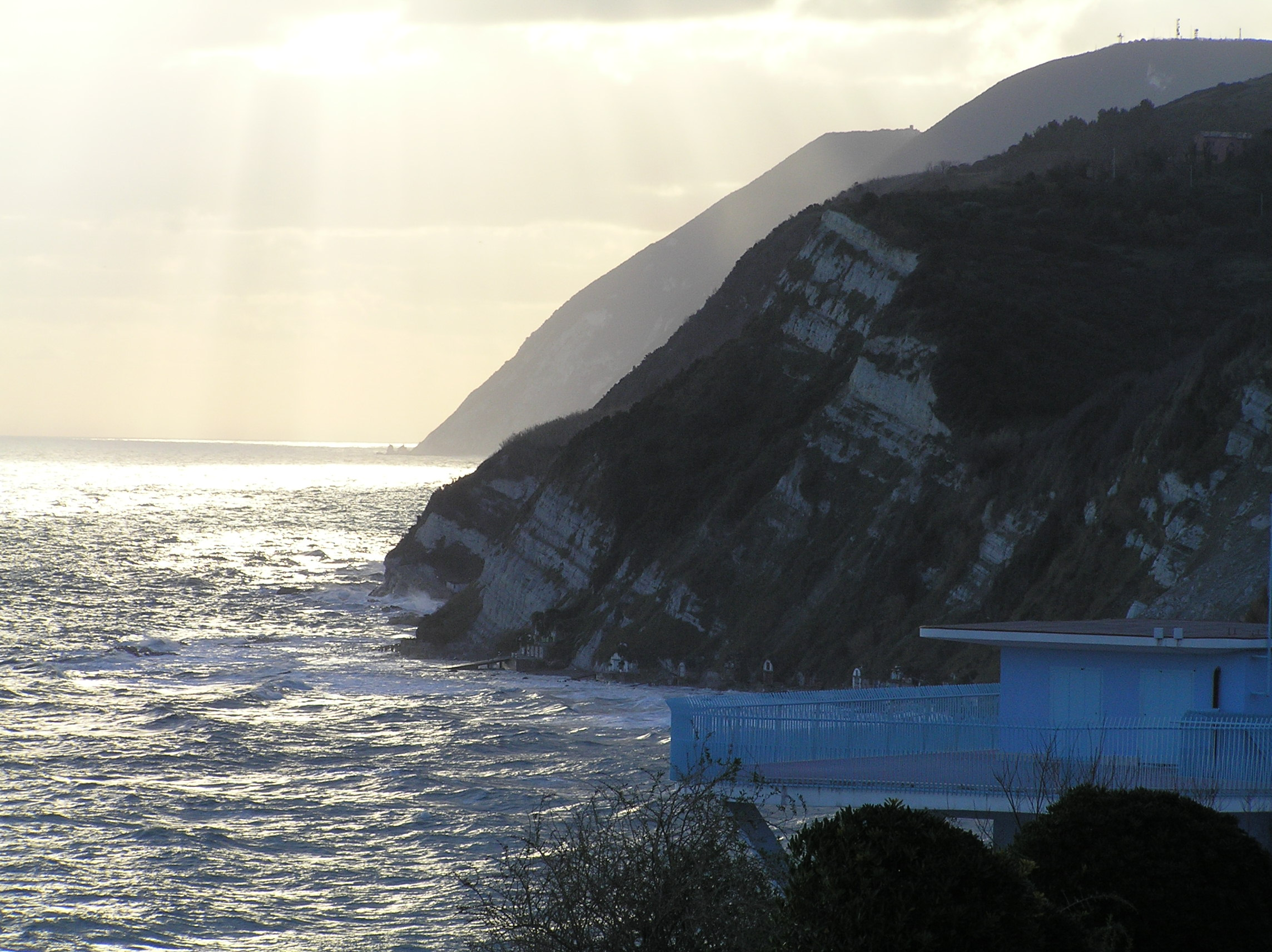
Un tratto della Riviera del Conero

Le coste adriatiche della Penisola salentina sono principalmente basse e sabbiose, con alcune inserzioni di costa alta, e così anche procedendo da sud verso nord, sino ad arrivare al Golfo di Manfredonia, che è formato dalla sporgenza del grande Promontorio del Gargano. Le coste meridionali e orientali di questo grande promontorio sono alte e ricche di spiagge incastonate tra speroni di roccia; la costa settentrionale, al contrario, è bassa e caratterizzata dalla presenza di due laghi costieri: il Lago di Lesina e il Lago di Varano, separati dal mare da dune sabbiose. A nord del Gargano si trova l'arcipelago delle Isole Tremiti.
Procedendo dal Gargano verso nord, le coste adriatiche molisane, abruzzesi, marchigiane e, proseguendo nell'Italia continentale, anche quelle romagnole, venete e friulane sono tipicamente basse e sabbiose per circa 700 km, sino al Golfo di Trieste, dove inizia nuovamente la costa alta.
A metà di questa lunga distesa di spiagge, intervallate solo dalle foci dei fiumi, si trova, nelle Marche, il Promontorio del Conero, che dà origine a circa 20 km di costa alta, con spiagge comprese tra speroni rocciosi bordati da bancate di scogli. In corrispondenza della linea che congiunge il promontorio di Ancona e quello di Piombino c'è la massima larghezza della Penisola italiana: 254 km. Altri tratti di costa alta sono i 10 km della costa del San Bartolo, nelle Marche, e alcuni brevi tratti nell'Abruzzo meridionale, intervallati da spiagge.

## Geografia politica
Dal punto di vista politico, la Penisola italiana in senso proprio (quindi escluse l'Italia insulare e l'Italia continentale) è divisa in vari Stati elencati nella tabella seguente:
| Nome                           | Popolazione | Estensione (km²) | Capitale            | Lingua/e ufficiale/i |
| ------------------------------ | ----------- | ---------------- | ------------------- | -------------------- |
| Repubblica Italiana            | 23 915 264  | 131 825,45       | Roma                | italiano             |
| Repubblica di San Marino       | 33 191      | 61,2             | Città di San Marino | italiano             |
| Stato della Città del Vaticano | 836         | 0,44             | Città del Vaticano  | italiano, latino     |
| Totale                         | 25 102 567  | 131 887,09       |                     |                      |

Amministrativamente, il territorio peninsulare della Repubblica Italiana è suddiviso in dieci regioni (per comodità di calcolo la Toscana è inclusa per intero, mentre la Liguria e l'Emilia-Romagna sono totalmente escluse).
| Nome       | Popolazione | Estensione (km²) | Capoluogo  | Altre lingue riconosciute           |
| ---------- | ----------- | ---------------- | ---------- | ----------------------------------- |
| Abruzzo    | 1 272 627   | 10 831,50        | L'Aquila   | arbëreshë.                          |
| Basilicata | 537 577     | 10 073,11        | Potenza    | arbëreshë.                          |
| Calabria   | 1 846 610   | 15 221,61        | Catanzaro  | arbëreshë; grecanico; occitano.     |
| Campania   | 5 609 536   | 13 670,60        | Napoli     | arbëreshë.                          |
| Lazio      | 5 720 536   | 17 231,72        | Roma       | -                                   |
| Marche     | 1 484 298   | 9 344,29         | Ancona     | -                                   |
| Molise     | 290 636     | 4 460,44         | Campobasso | arbëreshë; croato.                  |
| Puglia     | 3 907 683   | 19 540,52        | Bari       | arbëreshë; francoprovenzale; grico. |
| Toscana    | 3 661 981   | 22 987,44        | Firenze    | -                                   |
| Umbria     | 856 407     | 8 464,22         | Perugia    | -                                   |
| Totale     | 23 915 264  | 131 825,45       |            |                                     |